# 小梳神社
小梳神社（おぐしじんじゃ）は、静岡県静岡市葵区紺屋町（こうやまち）にある神社。

## 概要
JR静岡駅北口の北西至近、呉服町通り沿いの北側に鎮座している。
創建は不詳だが、同名の式内社に比定されている古社である。
少将井宮（しょうしょういのみや）とも呼ばれ、今川家にも崇敬された。
幼少期の徳川家康（竹千代）が武運長久を祈願した神社としても知られ、かつては駿府城三ノ丸の城代屋敷（現・静岡市歴史博物館、旧・青葉小学校）に鎮座していたが、江戸時代の駿府城拡張に伴って、新谷町（現・御幸町〜伝馬町）を経た後、現在地（紺屋町）に遷座された。
明治40年（1907年）に県社に列格。

## 祭神
- 建速須佐之男命
- 奇稲田姫命